# Pico do Brejo do Cordeiro
O Pico do Brejo do Cordeiro é uma elevação portuguesa de origem vulcânica localizada na freguesia açoriana do Norte Pequeno, concelho da Calheta, ilha de São Jorge, arquipélago dos Açores.
Este acidente geológico encontra-se geograficamente localizado próximo da Norte Pequeno e encontra-se intimamente relacionado com maciço montanhoso central da ilha de são Jorge do qual faz parte. Esta formação geológica localizada a 739 metros de altitude acima do nível do mar apresenta escorrimento pluvial para a costa marítima e deve na sua formação geológica a um escorrimento lavico e piroclástico muito antigo.